# Douglas Northcott
Pour les articles homonymes, voir Northcott.
Douglas Geoffrey Northcott, (1916-2005) est un mathématicien britannique spécialisé en algèbre commutative.

## Formation et carrière
Northcott est né Douglas Geoffrey Robertson à Kensington le 31 décembre 1916, de Clara Freda (née Behl) (1894-1958)et son premier mari Geoffrey Douglas Spence Robertson (1894-1978). Sa mère se remarie en 1919 avec Arthur Hugh Kynaston Northcott (1887-1952). En 1935, il adopte légalement le nom de son beau-père,.
Northcott a étudié au St John's College de l'université de Cambridge avec Godfrey Harold Hardy. Ses études ont été interrompues pendant la Seconde Guerre mondiale par son service militaire, qu'il a passé en captivité japonaise après la chute de Singapour.
De retour à Cambridge, il publie sa thèse intitulée "Abstract Tauberian theorems with applications to power series and Hilbert series ". De 1946 à 1948, il est à l'université de Princeton, où il passe du calcul à l'algèbre sous l'influence d'Emil Artin. À partir de 1948, il a été chercheur à Cambridge et à partir de 1952, professeur à l'université de Sheffield (Town Trust Chair of Pure Mathematics), où il est resté jusqu'à sa retraite en 1982.

## Travaux
En algèbre commutative, il est connu, entre autres, pour un travail avec David Rees en 1954.

## Prix et distinctions
En 1953, il reçoit le prix Junior Berwick. En 1968/69, il était vice-président de la London Mathematical Society. En 1961, il devient membre de la Royal Society.

## Publications
- Multilinear algebra, Cambridge University Press 1984.  (ISBN 0-521-26269-0)
- A first course of homological algebra. Cambridge University Press, 1973, 1980.  (ISBN 0-521-29976-4)
- Affine sets and affine groups. London Mathematical Society Lecture Note Series, Volume 39. Cambridge University Press, 1980.  (ISBN 0-521-22909-X)
- Finite free resolutions. Cambridge Tracts in Mathematics, n ° 71. Cambridge University Press, 1976, 2004.
- Lessons on rings, modules and multiplicities. Cambridge University Press, Londres 1968
- An introduction to homological algebra. Cambridge University Press, 1960
- Ideal theory. Cambridge Tracts in Mathematics and Mathematical Physics, n° 42. Cambridge University Press, 1953.